# 牛乳
エネルギー比
牛乳（ぎゅうにゅう、英: (Cow's) Milk）とは、ウシ（牛）の乳汁である。栄養価が高く、様々な乳製品の原料や、菓子や料理の材料に利用出来る。乳等省令では種類別「牛乳」を指す。直接飲用する目的で販売する牛の乳をいい、生乳100％、成分無調整で、乳脂肪分3.0％以上、無脂乳固形分8.0％以上のものをいう。 成分無調整とは、生乳を殺菌して牛乳を製造する工程で成分をまったく調整していないことである。使用できる原料は生乳のみで水や他の原料を加えてはならない。
酪農生産物であり、家畜(乳牛)から採取した生乳から牛乳や乳製品となる。乳製品は、加工乳、乳飲料、チーズ、バター、ヨーグルトなど多岐にわたる。加工乳は生乳に脱脂粉乳やバターなどの乳製品を加えたものであり、乳飲料は生乳または乳製品を主原料に乳製品以外の物を加えた物、成分調整牛乳や低脂肪牛乳や無脂肪牛乳は生乳から乳脂肪分を調整した物とされる。
牛乳は白い液体の食品である。水分中に離散している脂肪やカゼイン（タンパク質）の微粒子が光を散乱して白く見えるためでコロイドのチンダル現象という。牛乳を温めると表面に膜が張り、これをラムスデン現象と呼ぶ。
摂取適正年齢について、日本では牛乳を飲用として与える場合は、鉄欠乏性貧血の予防の観点から、1歳を過ぎてからが望ましいとしている。
国連食糧農業機関（FAO）により2001年、6月1日が「世界牛乳の日」と定められた。これを受けて日本では2008年から、6月1日が「牛乳の日」、6月が「牛乳月間」とされている。

## 歴史
食物としての乳の利用は、動物の家畜化とともに始まった。野生の哺乳動物から搾乳することは困難なためである。今から約1万1千年前にヒツジが、1万年前にウシとヤギが家畜化されてきた。バターやチーズと一緒に世界各地で同時多発的に発生したと考えられているが、牛乳の利用のはっきりとした科学的な証拠として、新石器時代の5,500年から6,000年前の現在のイギリスにあたる地域（ブリテン諸島）の陶器から牛乳の脂肪分が発見されている。紀元前7000年頃、トルコの一部でウシの遊牧が行われていたともいわれている。
チーズとバターの利用はヨーロッパ、アジアの一部、アフリカの一部に広まった。大航海時代以降、世界に広がるヨーロッパ諸国の植民地に導入された。
牛乳は腐敗しやすく保存が困難だった事から、ヨーロッパにおいても長年にわたり牛乳の利用はバターやチーズなどの加工品がほとんどであり、そのまま牛乳を飲むことは農家での小規模な生産即消費に頼っていた。コールドチェーンという輸送技術や冷蔵技術の進歩、そして19世紀後半に風味を損なわない低温殺菌法（パスチャライゼーション）の実用化により、今日では世界的に牛乳が一つの産業として大規模に生産・利用されている。さらに先進国では、自動化された搾乳設備を持つ酪農業者によって、その大部分が生産されている。
牛の品種は、牛乳生産量の向上に特化して改良された。マクジーによれば、アメリカ合衆国の乳牛の90 %、イギリスの乳牛の85 %がホルスタインである。アメリカの代表的な乳牛品種は、ホルスタインのほか、エアシャー、ブラウンスイス、ガーンジー、ジャージー、ミルキング・ショートホーンなどである。
今日、乳製品と牛乳の生産量が最も大きい国はインドで、これにアメリカと中華人民共和国が次ぐ。

### 日本における牛乳

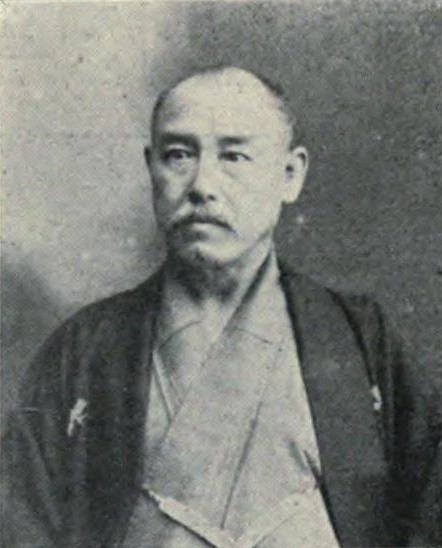
明治時代にいち早く牛乳生産販売を始め、成功した牧田義雄。

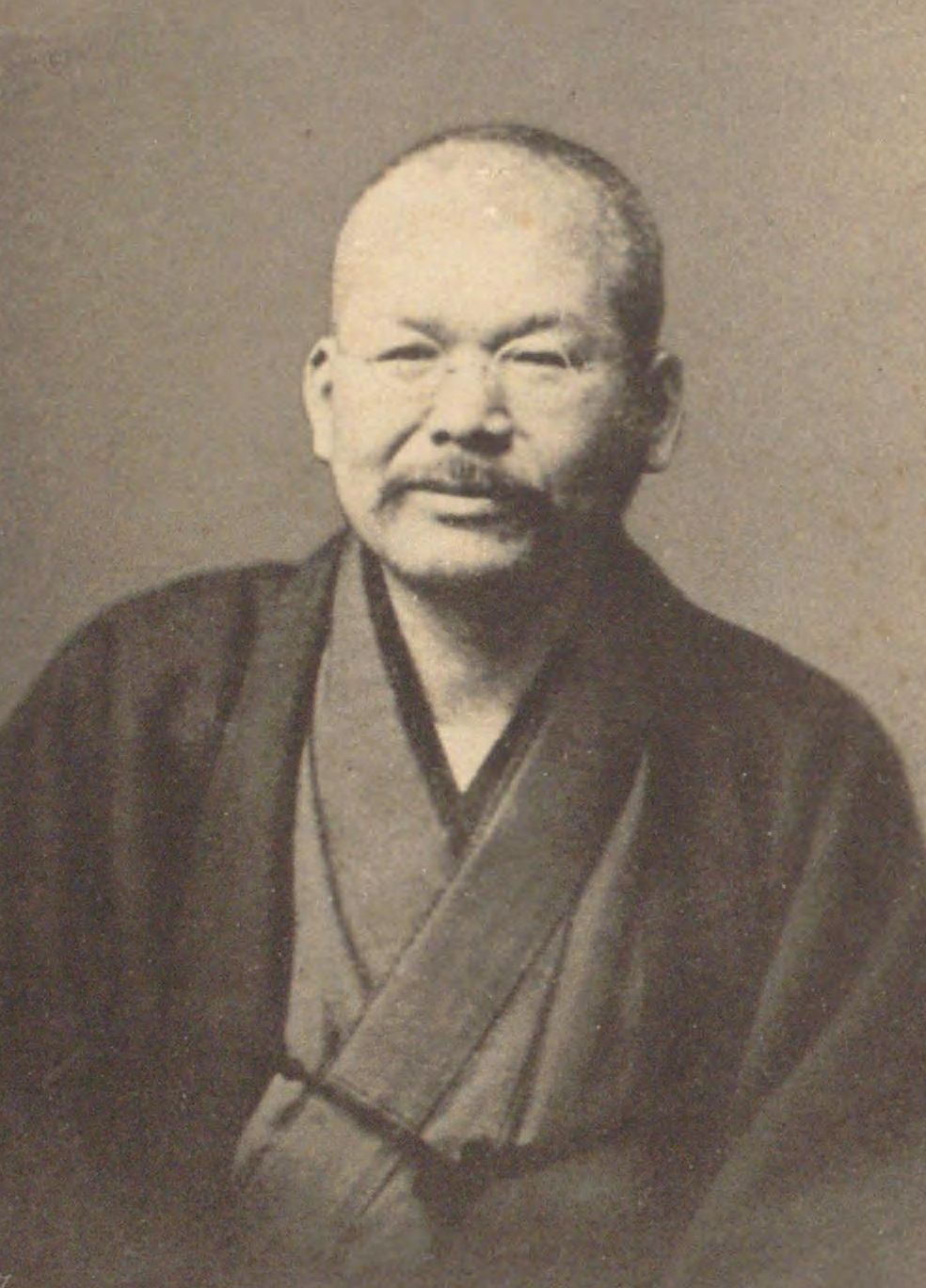
伊藤左千夫（歌人）- 本所茅場町にて牛乳の製造販売を始め成功をおさめた。

日本では幕末から明治時代に広まり、第二次世界大戦後にアメリカ合衆国からの脱脂粉乳を含む食糧支援のララ物資を経て、1954年に学校給食法が制定され、牛乳の提供を規則としてからは国民の大半が牛乳を飲むこととなった。これより前においては、日本で牛乳は普及していなかった。しかし、歴史上、日本国内で一切牛乳が利用されなかったわけではなく、史書で僅かながら牛およびその乳を利用してきたことが分かっている。
神話的には、『日本書紀』の神武天皇の東征において、弟猾なる者が天皇一行を持て成した折に「牛酒（ししさけ）」を献上したという記述が見られ、これは牛肉と酒のことではないかという研究がある。
考古学的には、日本列島では2015年時点で弥生時代における牛の飼育は確認されていない。古墳時代には牛を形象した埴輪が出土しており、奈良県御所市の南郷遺跡群からは5世紀頃の牛臼歯が出土しており、この頃から家畜利用されていたと考えられている。
6世紀に仏教が伝来する。仏教の生まれたインドには乳製品の習慣があり、儀礼とともに乳製品の加工が始まる。
560年（欽明天皇21年）に百済の智聡が、日本に伝えた医薬書に、搾乳などについての記述があり、これによって広まったとされる。その後、北魏以来の鮮卑・匈奴の牧畜文化を濃厚に継承する唐の影響の大きな時代には、彼らの乳の知識が日本にも伝来した。
こうして酪・蘇・醍醐といった乳製品に加工され一部の階級層には食べられていた。孝徳天皇に牛乳が献上された記録もある。しかし需要は小さく、その後製法も忘れられた。
「牛乳を飲むと牛になる」という迷信があり、それを知った少年時代の織田信長が、「実際に牛になるかどうか試す」と言って牛乳を飲んだという逸話がある。これは当時、牛乳が一般的な食品では無かった事を意味する。江戸時代末期に来日した、初代・駐日アメリカ合衆国大使のタウンゼント・ハリスが所望した時も、「あんなものを飲んでいるから、獣のように毛深いのだ」と噂されたほどである。
それでも、江戸時代には、僅かながら日本でも乳製品の利用が始まっている。陸奥国北部の盛岡藩で寛永21年/正保元年（1644年）から天保11年（1840年）にかけて書き継がれた「雑書」に牛乳に関する記録が見られる。「雑書」によれば、対馬藩における国書偽造事件（柳川一件）において対馬藩主・宗氏の外交僧である規伯玄方（きはく げんぼう）が盛岡藩にお預けとなっていた。盛岡藩は南部馬の産地として知られるが、馬利用の一方で南部牛の利用も盛んに行われており、牛角や皮革も利用されていた。「雑書」によれば盛岡藩主の南部重直は慶安3年（1650年）に規伯玄方の奨めにより牛乳を用いたという。
『倭漢三才圖絵』には古代の乳製品である蘇や醍醐などの製法が書かれており、『本朝食鑑』にも乳製品を利用した料理が載っている。宇田川玄真は、日本で初めて、西洋のチーズ作りの本を翻訳している
江戸幕府第8代将軍・徳川吉宗は、当時最高の薬餅と考えられていた乳製品である醍醐を生産・普及するため白牛3頭を嶺岡牧に導入した。それ以来、薬としてわずかばかり使用されていた様子である（ただし、当初は馬の薬として用いられ、人間のための薬ではなかったと言う説もある）。第11代将軍・徳川家斉は『白牛酪考』と言う本を作らせており、腎虚、労咳、産後の衰弱、大便の閉塞、老衰から来る各種症状に効くといった効能が書かれている。ただし当時の日本には、通常の食品としては忌避されるものを薬として服用する習慣があり、牛乳もそういった位置づけであった。水戸藩主の徳川斉昭は、自らの庭に乳牛を飼い、健康のため、牛乳をギヤマンの器に入れて飲んでいた。斉昭の著書『菜食録』では、牛乳は精力剤であるとの説明がある。
現在の千葉県白子町出身の前田留吉が、オランダ人より酪農に関する技術を学び、1863年に開港地である横浜で本格的な牛乳の国内生産が始まり、その後、次第に広大な原野を持つ蝦夷地（北海道）に拠点が移される。
明治維新を経て、明治4年（1871年）に、「天皇が毎日2回ずつ牛乳を飲む」という記事が新聞・雑誌に載ると、国民の間にも牛乳飲用が広まった。しかし馴染めない人も多く、まずい栄養薬のような扱われ方をすることもあった。
1875年（明治8年）には、当時の北海道開拓使において、国産第一号の欧米風チーズが試作された。このとき、元来の農家は家畜から搾乳する行為を嫌ったとされ、牛乳販売を事業として行ったのは主に士族出身者であった。牛乳販売は、失敗が多かったとされるいわゆる「士族の商法」の代表的な成功例である。これにより、北海道で大規模酪農としての牛乳の生産が行われるようになった。
1900年（明治33年）4月7日、内務省は牛乳営業取締規則を公布し（省令）、容器がガラス瓶になった。
1916年（大正5年）9月、房総煉乳（現在の明治）創立（資本金7万5000円、本店：千葉県安房郡大山村）、翌1916年（大正6年）9月には、同地に日本練乳（現在の森永乳業）が設立された。
第二次世界大戦後の1946年（昭和21年）以降、アメリカの救援食料であるララ物資による脱脂粉乳が輸入された。
1947年（昭和22年）、連合国軍最高司令官総司令部（GHQ）公共衛生福祉局の招請で来日した医学者らが、日本の疫痢の原因を血液中のカルシウム不足であると言及。児童が牛乳を採る必要性に言及している。
1954年（昭和29年）の学校給食法が牛乳を出すことを規定したため学校給食へ導入された。食生活の欧米化も経て広く飲まれるようになった。日本における生乳の生産量は、年間約820 - 840万トン（うち、市乳向けは400万トン弱）で、約4割が北海道で生産されている。
1964年（昭和39年）、森永乳業が紙パック入りの牛乳を発売。946cc入りで125円であった。容器が重い牛乳瓶から軽い紙パックに移行することで、買い物が容易になり消費量が伸び始めた。1966年（昭和41年）には201万klだった牛乳の消費量は、1996年（平成8年）に505万klと30年間で約2.5倍に増加した。しかし、以降は少子化による学校給食用牛乳の消費減少や、消費者の牛乳離れ等により消費は減少に転じている。2013年の消費量は、ピークだった1996年時に比べ、約3割減の350万klであり、17年間で150万kl減少している。特に若年層の牛乳需要の拡大を図るため、2005年（平成17年）より、中央酪農会議は「牛乳に相談だ。」というキャンペーンを実施。2006年には北海道で1000トンが廃棄される事態も発生している。

### 中国における牛乳
日本同様に、例外的に牛乳の飲用が普及しなかった国としては、中国本土が挙げられる。北方からの牧畜民、遊牧民が華北に大規模に移住してきた五胡十六国時代 - 北魏時代には華北の食文化にモンゴル高原型の乳製品・乳加工技術が普及したことが『斉民要術』の記述からうかがえるが、その後衰退した。半農半牧地帯に建国された金によって監禁された欽宗の悲劇として、茶を飲ませてもらえず、牛乳（という粗末なもの）を与えられたというエピソードが伝えられる。ただし日本同様、現在の中国でも酪農と牛乳は一般に普及している。

## 法律による定義
日本では牛乳について、食品衛生法の乳及び乳製品の成分規格等に関する省令（昭和26年厚生省令第52号、俗称は乳等省令）で定めている。この省令上の牛乳の定義は「直接飲用に供する目的又はこれを原料とした食品の製造若しくは加工の用に供する目的で販売（略）する牛の乳」である。
添加物、成分調整の有無によって大まかには次のように分類される。
無添加
原材料は生乳100%
無調整
生乳（原乳）に含まれる成分を調整していないため、季節による成分の変動があり、冬場は成分が高まる（無脂乳固形分8.7%以上、乳脂肪分4%以上になることがある）。逆に夏場は、牛が乳脂肪分の元となる繊維質の含量の少ない青草を多く摂るために、脂肪分が減り、味が薄く感じられるケースもある。
牛乳（種類別牛乳）
無脂乳固形分8.0%以上、乳脂肪分3.0%以上（市販されている製品では、無脂乳固形分8.3%以上、乳脂肪分3.5%以上としているものがほとんどである）。
細菌数（標準平板培養法で1ミリリットル当たり）50,000以下、大腸菌群 陰性。
摂氏63度で30分間の加熱殺菌（またはこれと同等以上の効果のある方法での加熱殺菌）を行うことが必要。
特別牛乳
特別牛乳さく取処理業の許可を受けた施設（2018年時点で4か所）で製造された牛乳で、特別牛乳として販売されるもの。
無脂乳固形分8.5%以上、乳脂肪分3.3%以上。
細菌数（標準平板培養法で1ミリリットル当たり）30,000以下、大腸菌群 陰性。
加熱殺菌を行う場合は摂氏63度から65度で30分間（加熱殺菌をしなくてもよい）。

調整した牛乳
乳脂肪分の一部を除去したり水分を一部除去して濃くしたりするなどして、生乳から乳成分などを除去したもの。無脂乳固形分8.0%以上。2002年（平成14年）より制定されたもの。
低脂肪牛乳
乳脂肪分のみを調整した牛乳のうち、乳脂肪分0.5%以上1.5%以下のもの。
2002年までの「部分脱脂乳」を当時の栄養改善法（現・健康増進法）に合わせる形で乳脂肪分の割合を変更して改称。
無脂肪牛乳
乳脂肪分のみを調整した牛乳のうち、乳脂肪分0.5%未満のもの。
2002年までの「脱脂乳」を改称。
成分調整牛乳
調整した牛乳のうち、「低脂肪牛乳と無脂肪牛乳に該当しない」もの。例としては、脱水処理による乳脂肪分が4%の濃い牛乳や、脱水処理による乳脂肪分が濃い牛乳にさらに乳脂肪分を調整し、1.5%以下にした牛乳、乳脂肪分のみを調整したが、1.5%を上回る牛乳など。2002年の乳等省令改正で新設された種類別である。原乳の生産者価格が引き上げられた2008年（平成20年）あたりから、この「成分調整牛乳」（乳脂肪分を2 - 3%に調整したもの）が多くなっている。

添加した牛乳
原材料は生乳100%ではない。
加工乳
生乳、牛乳と、これらを原料とする規定された乳製品（脱脂粉乳、バターなど）から製造し、無脂乳固形分8%以上のもの。低脂肪乳、無脂肪乳と濃厚タイプがある。
乳飲料
乳製品を主原料とした飲料で、乳固形分3%以上（乳等省令の規定による）。ビタミンやカルシウムなどを加えた栄養強化タイプや、いわゆるコーヒー牛乳、イチゴ牛乳、フルーツ牛乳、レモン牛乳などのコーヒーや果汁、糖分、香料などを加えたもの、また乳糖不耐症の人のための乳糖分解乳もこちらに含まれる。

### 商品名として
以前は、加工乳や乳飲料であっても一定以上の成分（無脂乳固形分8.0%以上、乳脂肪分3.0%以上、生乳50%以上）が含まれていれば、商品名に「牛乳」という名称を使用できたが（濃厚牛乳、カルシウム牛乳、コーヒー牛乳など）、2000年（平成12年）の雪印集団食中毒事件をきっかけに、消費者から「ややこしい」という声が起こり、2001年に公正競争規約が改正され、生乳を100%使用していないもの（種類別名称が「牛乳」「特別牛乳」でないもの）は「牛乳」とは名乗られなくなった（2年間の経過措置あり）。この結果、商品名から「牛乳」を外したり、「ミルク」への言い換えなどを余儀なくされ、コーヒー牛乳は「コーヒーミルク」「カフェ・オ・レ」「カフェ・ラテ」またはただの「コーヒー」などに商品名を変更した。

## 処理方法

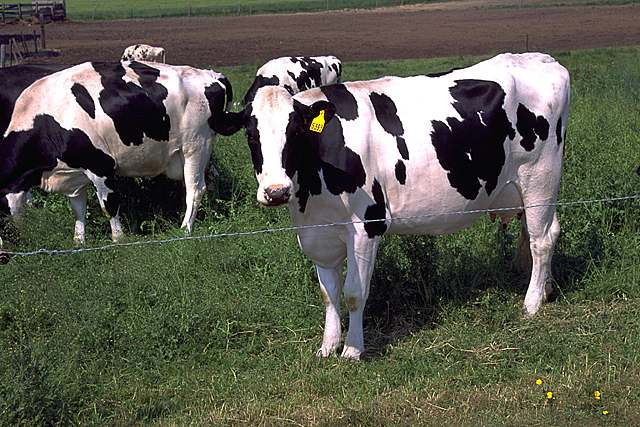
ホルスタイン

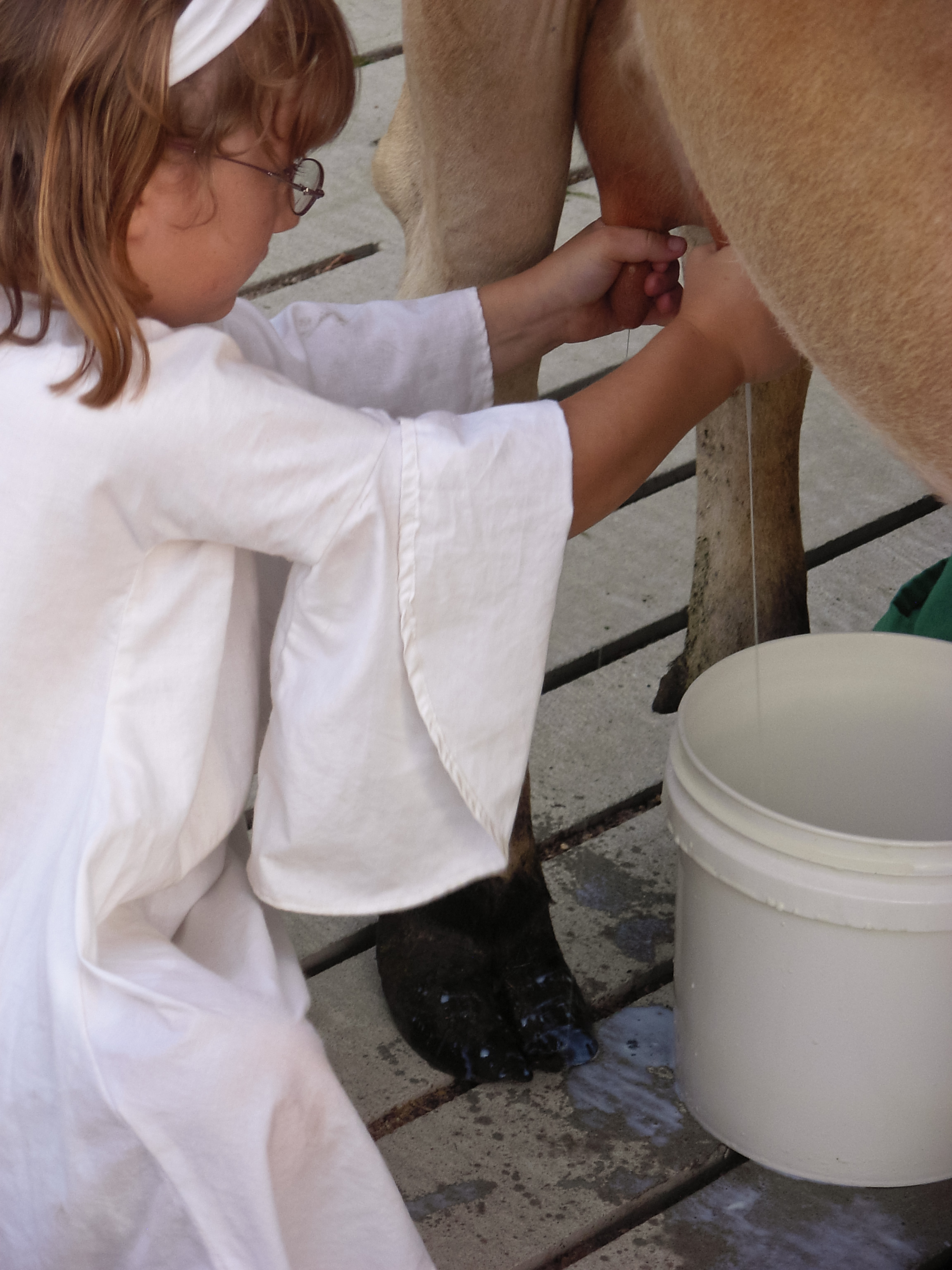
手作業による搾乳

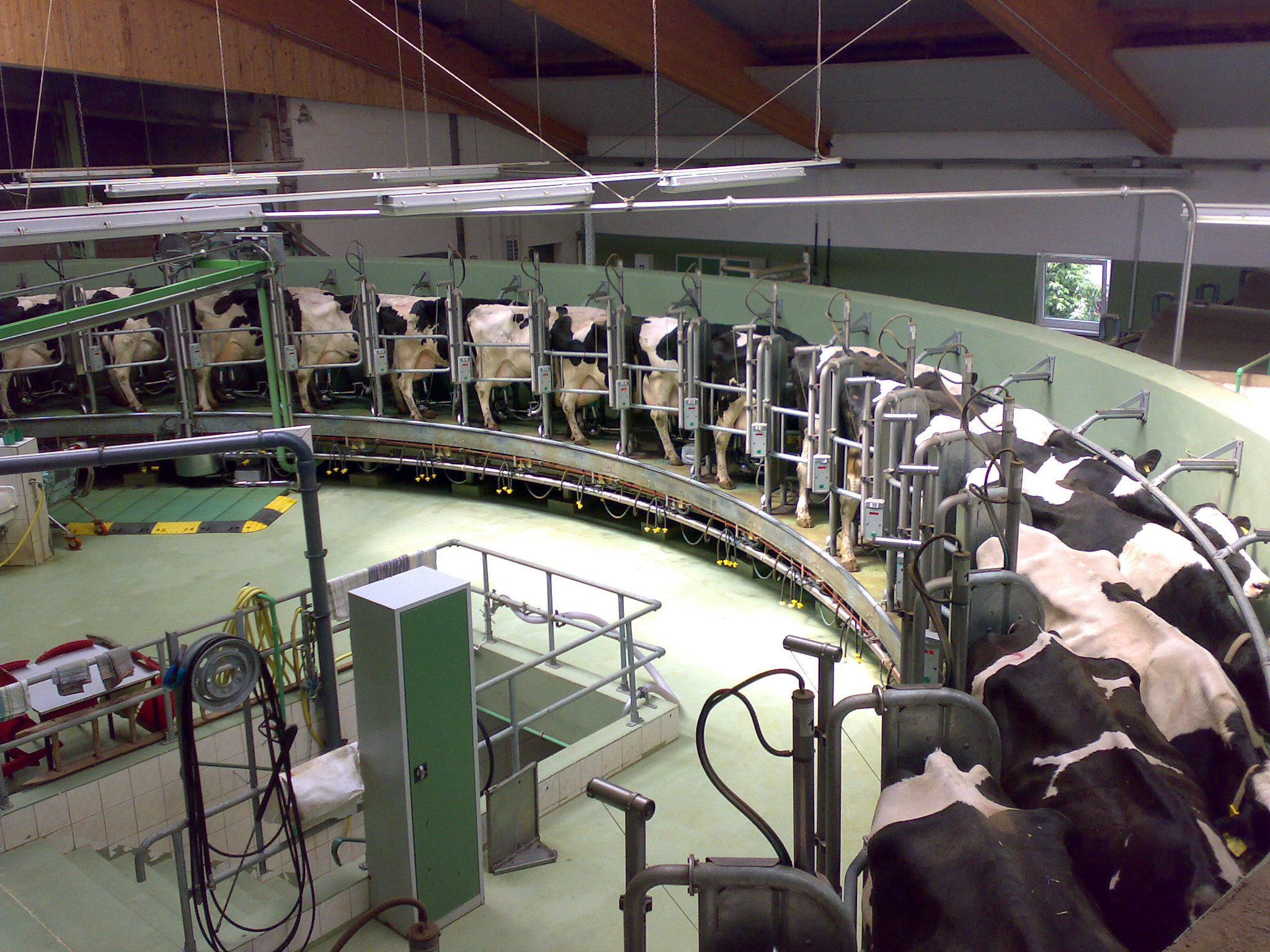
回転式の搾乳施設。牛が乗ると、自動的に、搾乳の作業者の前に来るため、作業の負担が軽減される。

日本では主にホルスタイン、ジャージー種などの乳牛から得られる生乳（搾っただけで何もしない乳）のみを原料として、均質化（ホモジナイズ）や加熱殺菌工程を経て、ガラス瓶（牛乳瓶）や紙パックに詰められて製品となる。

### ホモジナイズ
「均質化処理」の事で、ホモジナイザー（乳化機、均質機）という高圧ポンプを使用して牛乳の脂肪成分を均一化する「ホモジナイズ」を行う。これによって脂肪組織が2マイクロメーター以下のより小さなサイズに分解されて均一となり、製品内のクリーム層などの分離を防ぐとともに、製品間のばらつきを抑えて販売出来るようになる。また、生乳と比べ、脂肪分の香りやコクなど味が変化する。例えば、生乳は濃さと同時に水っぽさがある。
ホモジナイズを行っていない「ノンホモ」牛乳では、瓶詰めから数日経つと粒子の大きな脂肪球が分離して浮く。クリームとはこの表面に浮上するものを採取したものである。近代工業的な製法は遠心分離を用いる。これを撹拌して脂肪球をさらに大きくしたものがバターである。

### 殺菌
法令に基づき、飲食用目的で消費する牛乳は殺菌することが義務付けられている。生乳は病原菌に汚染されている可能性がありそのまま摂取した場合死亡などの健康リスクがあるためである。
窒素を使うなどして、溶存酸素による酸化を抑制しながら加熱殺菌した商品が多い。ごく少数ながら、加熱殺菌をしない「無殺菌牛乳」も存在する。
低温保持殺菌（LTLT法）
低温殺菌牛乳で使用される摂氏63度で30分間加熱殺菌する方法（実際の設定温度は摂氏65度から68度に設定されている場合が多い）。乳等省令に定められた殺菌方法であり、後述する殺菌方法についてもこの方法と同等以上の殺菌効果を有する方法であることが求められている。低温による殺菌は、タンパク質の熱変性を起こさない点が利点ともなる。
高温短時間殺菌（HTST法）
摂氏72度から78度で15秒間程度殺菌する方法。アメリカではさらにHTSTに類似した89度から100度以下で1秒以下の殺菌法をHHST (Higher-Heat Shorter Time) として定義している。
LTLT法とHTST法特徴
パスチャライズド牛乳（パス乳）と称されることがある。これは、フランスの細菌学者ルイ・パスツールが開発した加熱殺菌法（パスチャライゼーション）を行った牛乳という意味である。一部の耐熱性の菌は残存するので、期限表示（ほとんどが消費期限）は短め（4 - 6日程度）になる。また失われる栄養素が少ないとされる。欧米やヨーロッパのイギリス、フィンランド、スウェーデン、ギリシャ、デンマークなどでの市販牛乳の主流といわれているが、殺菌工程に時間がかかることや良質の原乳が必要となるため、日本ではメーカの一部商品や観光牧場で限定的に販売されている。。LTLT法では、一定量の牛乳をタンク等に入れ、加温の後一定温度に保持するバッチ方式の殺菌機械が主流であるが、それ以外では細管を通しながら蒸気と熱交換する方法や、成型されたプレートの間に牛乳を流して熱交換する方法（連続方式）が採られる。
超高温瞬間殺菌（UHT法、UP法）
摂氏120度から135度で1秒間から3秒間殺菌する方法。耐熱性の菌もほとんど死滅する。加熱殺菌方式には水蒸気で牛乳を直接加熱する直接加熱法（インフュージョン式、インジェクション式）と間接加熱法（プレート式、チューブラー式、表面かき取り式）がある。通常の充填方法では、充填後の細菌繁殖を完全に防ぐことはできないため、未開封状態での賞味期限は冷蔵で10日間程度とされていることが多い（近年、「ESL製法」と称し、生産ラインの衛生管理を高度化することで、2週間程度まで賞味期限を延ばしたものもある）。低温保持殺菌と比較して手間がかからず賞味期限が長くなるため、日本の市販牛乳のほとんどはこの方法で処理されている。
UHT滅菌法

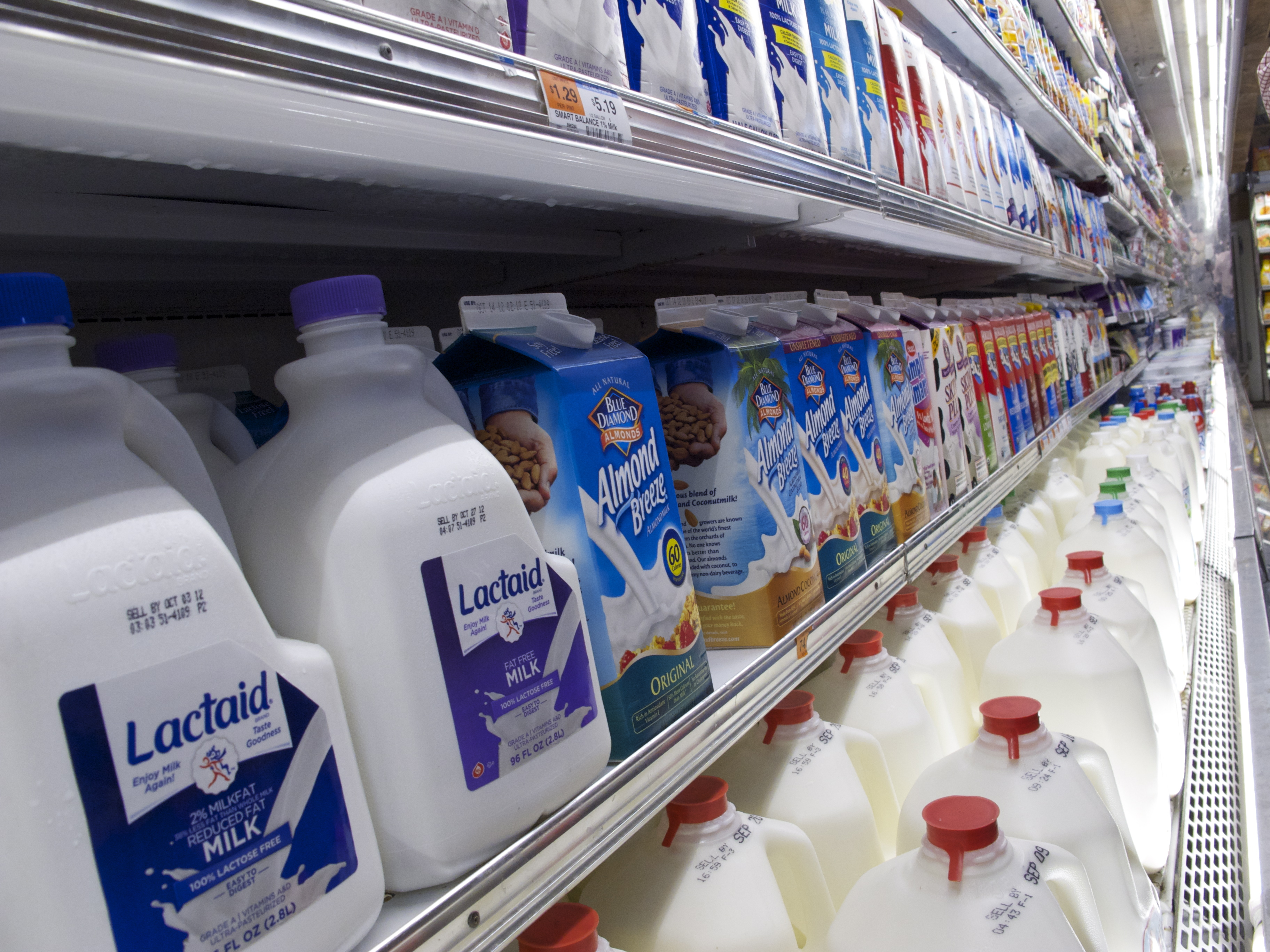
常温保存専用のボトルで販売されているようす

摂氏135度から150度で1秒間から3秒間UHT法で殺菌し、気密性の高いアルミコーティング紙パックやプラスチック容器などに無菌的に充填包装する方法。この方法によって生産された牛乳はロングライフ牛乳（LL牛乳）と呼ばれ、未開封の状態で長期間（3ヶ月間程度）常温保存可能とされている。日本ではペットボトル入り牛乳は流通量は少ないが販売されている。2007年10月の法令改正によって牛乳の容器にペットボトルを使うことが可能になった。
UHT法とUHT滅菌法特徴
ヨーロッパのフランス、スペイン、ポルトガルなどはほとんど、ドイツ、スイス、イタリアなどでは半分ほどを占めている。

## 製品形態と販路

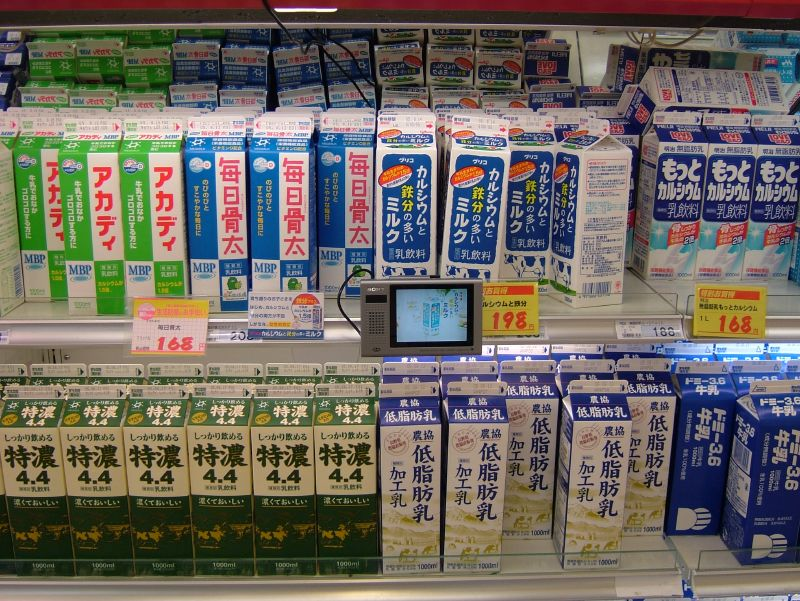
スーパーマーケットにて

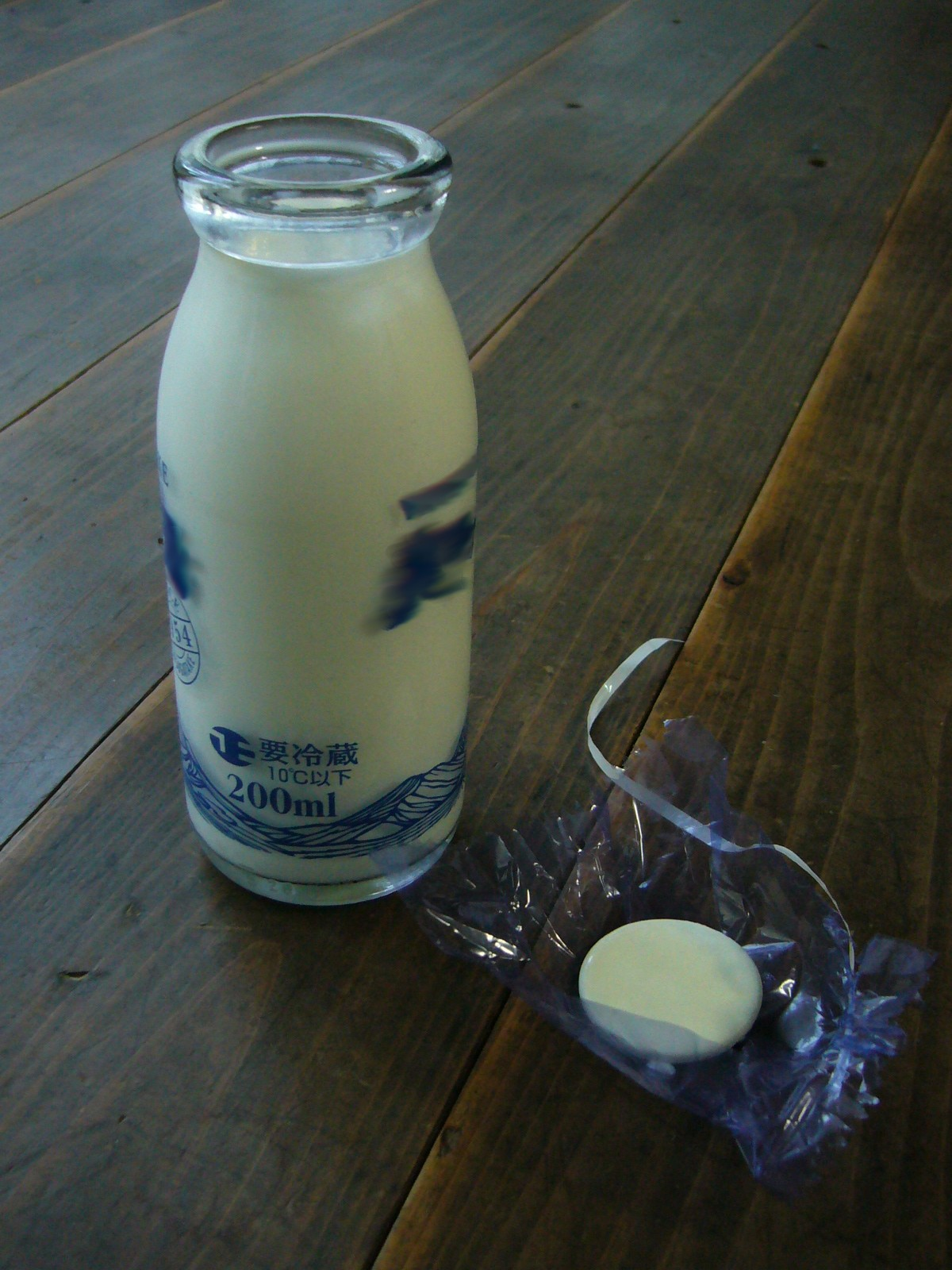
日本の伝統的な200ミリリットル牛乳瓶とフタ。このタイプのパッケージは急速に姿を消しつつある。

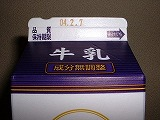
牛乳パック扇状切欠き

日本で主流な製品の形態は、以下のように様々である。
- 屋根型の紙パック
  - 1L
  - 900ml
  - 500mL
- ブリックパック（四角柱型の紙パック）
  - 200mL
- ガラス瓶
  - 1L
  - 200mL

### 主な販路
- 学校や病院などの給食として
- 鉄道駅のミルクスタンド
- スーパー・コンビニ
- 牛乳店からの個別宅配(早朝届くケースが多い)

### 販売形態の推移
かつては食品衛生法と省令により、紙パックとガラス瓶とポリエチレン樹脂製容器以外への牛乳の充填は禁止されていた。そのためプラスチック製の瓶やテトラパックが使われてきた。
1970年代以前から、180ミリリットル（1970年、昭和45年まで） - 200ミリリットルのガラス製の牛乳瓶で販売されていた。給食や銭湯、ミルクスタンドなど一部の販売個所に卸されている。また、牛乳店から早朝に都会や住宅地の街中を毎朝巡回し個別宅配される牛乳配達が行われている。

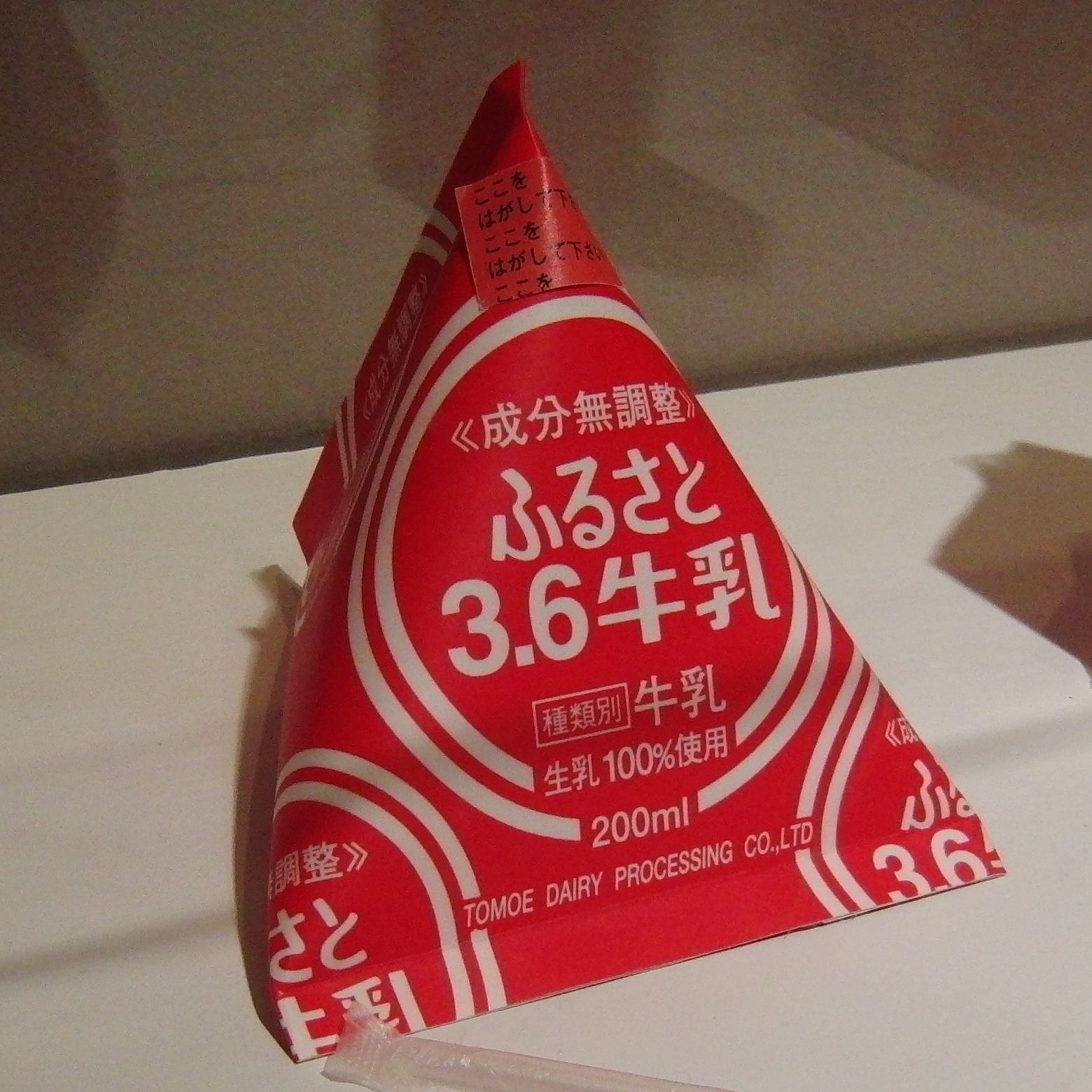
テトラパック

1970年代にはテトラパック（三角錐型の紙パック）の商品が主流になった。
1980年代以降はブリックパック（四角柱型の紙パック）に変わり、販売ルートもスーパーやコンビニ経由にシフトしている。一部にはガラス瓶も残るが、軽量化された新形態の瓶に移行されつつある。
2014年、セブン&アイ・ホールディングスが日本で初めて900ミリリットルの紙パックを使用した「セブンプレミアム北海道十勝おいしい牛乳」を発売。2016年には明治乳業が同様に「明治おいしい牛乳」を900ミリリットルにリニューアルしている。
2007年の法改正でペットボトルへの充填も認められ少ないが販売されるようになり、2020年9月15日より、タカナシ乳業が発売を開始した。

### 価格
製品の種類によって価格帯が異なるが、2024年（令和6年）現在、1リットルパック1本が、約200 - 600円程度で販売されている。

### その他
沖縄県では、かつて米軍統治下にあった関係で、ほとんどのパックの容量がヤード・ポンド法に従って946ml（1クォート=1/4ガロン）、473ml（1/2クオート）となっている。これは牛乳に限らず、紅茶飲料などほぼ全ての紙パック飲料で共通である（ただし、沖縄県でもリウボウの牛乳などごく一部に1リットルの製品が存在する）。なお、メーカーによっては視覚障害者への配慮（バリアフリー、ユニバーサルデザインの一環）のため、スーパーやコンビニで多く販売される、1リットルや500ミリリットルパックについては、写真のように飲み口の反対側の部分を丸く切り取って、他の飲料（低脂肪乳、フルーツ飲料、コーヒー、お茶など）と区別している。

## 利用方法

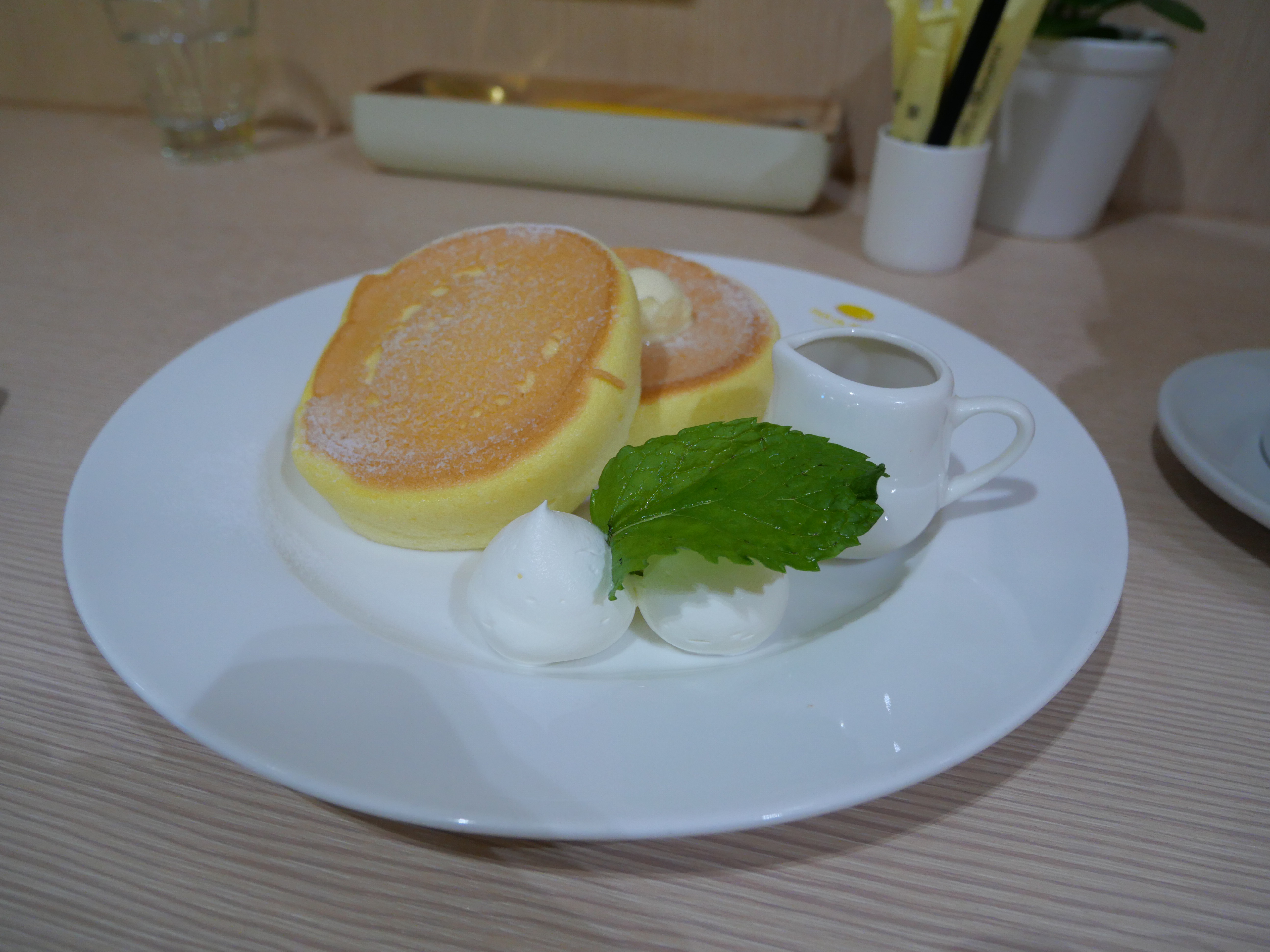
日本のスフレパンケーキ

各種乳製品の原料になる。他にも医薬製造など、様々な用途が模索されている。

### 料理
スープやシチュー、飛鳥鍋などの鍋料理、コーンフレークなどシリアル食品にかけたり、ミューズリーなどと混ぜてふやかし粥の様にして食べる。

#### デザート
プリン、カスタードクリーム、アイスクリーム、ババロア、ブランマンジェ、フレンチトースト、ケーキ、洋菓子などの製菓原料にもなる。
砂糖を加えて煮詰めるとミルクジャム(キャラメル)になる。
フルーチェなどの牛乳に加えるだけで出来上がる即席商品もある。

#### 飲用
そのまま飲む他にも、カフェオレ、ホットチョコレート、フォームミルクなど、加熱したり冷却したりして、砂糖やシロップなど各種調味料を加えたりもする。
ミルメークやネスレ・ミロなどの即席商品もある。

### 工業・医療
石鹸や入浴剤の原料としても利用されている。
カゼインは食品用途、工業用途、印鑑、接着剤、繊維などに。天然塗料としても使用されている。
ラクトアルブミンはワクチン製造などの医療用途に用いられる。
細胞保存液の代用品として、折れた歯や破片を保存する用途にも利用できる。

## 健康との関連
牛乳や乳製品は総じて健康に良い影響があると評価されるが、現在も様々な統計や研究が飛び交っており、一定の結論には至っていない。

### アメリカの調査結果
アメリカでは観察研究で結論は出ていないが傾向として、毎日の食事に牛乳、ヨーグルト、またはチーズを1日2食以上含む人は、乳製品を摂取しない人よりも心臓病、脳卒中、または死亡のリスクが低い。2010年代末期のガイドラインでは、無糖かつ無脂肪または低脂肪の牛乳、ヨーグルト、チーズが推奨されている。

### カナダの調査結果
カナダでの調査結果によれば、牛乳などの乳製品の摂取量と、死亡および循環器疾患発症のリスクとの間に逆相関関係が見られることを示し、乳製品の積極的な摂取を支持する結果となっている。
マックマスター大学の Mahshid Dehghan らは、2003年1月1日から2018年7月14日までの期間で集めた、世界21か国（欧州、北米、南米、アフリカ、中東、南アジア、東南アジアの国々と中国）に住む35 - 70歳の約15万人のデータを基に、乳製品の健康への影響について、下記のように結論付けた。

#### 総合結果
1日に2回を超えて乳製品を摂取する人の複合イベントのリスクは、乳製品を全く摂取しない人と比べて16%低くなっていた。死亡のリスクは17%減、循環器疾患発症のリスクは22%減であった。すべて、摂取量が増えるほど、リスクは低くなる傾向が認められた。

#### 牛乳
牛乳の摂取については、全く飲まない人に比べ、1日に1回を超えて摂取していた人々の複合イベントのリスクは10%低く、循環器疾患のリスクも18%低いことが明らかになった。死亡リスクとの間には有意な関係は確認できなかった。

#### ヨーグルト
ヨーグルトでは、1日に1回を超えて摂取していた人の複合イベントのリスクは14%低く、死亡のリスクは17%低くなっていたが、循環器疾患リスクの低下は統計学的に有意ではなかった。ただし、循環器疾患の場合も、ヨーグルトの摂取量が多い人ほどリスクは低い傾向が確認された。

#### チーズとバター
チーズの摂取量、バターの摂取量については、複合イベントや死亡との間に有意な関係は確認できなかった。

#### 乳製品の飽和脂肪酸
乳製品由来の飽和脂肪酸の摂取量と、複合イベント、死亡の関係についても、有意な関係は確認できなかった。

### 日本の調査結果
日本では、健康に悪影響を与える側面もあるという調査結果が出ている。
日本の国立がん研究センターが4万3000人を追跡した大規模調査では、牛乳や乳製品の摂取が前立腺癌のリスクを上げることを示し、カルシウムや飽和脂肪酸の摂取が前立腺癌のリスクをやや上げることを示した。牛乳や乳製品を頻繁に摂取する人は、最も摂取しない人より1.5 - 1.6倍前立腺癌のリスクが高いとされている。

### 疾患との関連

乳脂肪は飽和脂肪酸を豊富に含む。

ハーバード大学医学部・公衆衛生大学院では、乳脂肪には心臓病のリスクとなる飽和脂肪酸が多く含まれると解説されており、低脂肪の牛乳の選択も可能であるが、除去された脂肪はバターやアイスクリームなどに使われておりそうした形で消費されることもある。ハーバード公衆衛生大学院は、乳製品は骨粗鬆症と大腸癌の危険性を低下させる一方で、前立腺癌と卵巣癌のリスクを上げうるとして、乳製品以外のカルシウムの摂取源としてコラード、チンゲンサイ、豆乳、ベイクドビーンズを挙げている。2022年6月時点でも、ハーバード大学医学部では牛乳の摂取はあまり推奨されていないが、無脂肪牛乳なら問題ない。
2007年の世界がん研究基金の報告では、牛乳は大腸癌のリスクをおそらく (Probable) 下げ、膀胱癌のリスクを下げると限られた証拠が示しており (Limited - suggestive)、牛乳および乳製品が前立腺癌のリスクを上げると限られた証拠が示しているため (Limited - suggestive)、この衝突があるためどれくらい食べる、あるいは控えるといった推奨を行わないことを決定した。日本の国立がん研究センターが4万3000人を追跡した大規模調査でも、牛乳や乳製品の摂取が前立腺癌のリスクを上げることを示し、カルシウムや飽和脂肪酸の摂取が前立腺癌のリスクをやや上げることを示した。

### 骨折
ハーバード大学やそこの教授のウォルター・ウィレットはこう記している。牛乳には過剰摂取で骨を弱める可能性のあるレチノール（ビタミンA）も含まれる。ハーバード大学の研究では、1週間に1杯かそれ以下の牛乳を飲んだ場合と、1週間に2杯以上飲んだ場合では骨折のリスクに違いはなかったなど、いくつかの研究がカルシウムは大量には必要ないと疑問を投げかけている。2013年ハーバード大学のウォルター・ウィレット教授と、デビッド・ルートヴィヒ教授は『ボストン・グローブ』紙の取材に対し「カルシウムの豊富な食事をしている大人は恩恵が少ないが、貧しい食生活を行っている場合は、（米農務省が勧める）一日3杯の牛乳が必要かもしれない」と語っている。
牛乳1日2杯の飲用は大腿骨頸部を骨折するリスクを上げるという日本の研究論文がある。2011年のメタアナリシスでは、中高年の牛乳消費が股関節骨折を予防するかを調査し、女性では関連がないことされ、男性では追加の調査が必要だとした。2014年のアメリカで行われたある研究では、10代の時期の牛乳の消費量は男女共に高齢になってからの骨折の予防とは関連していなかった。同年のスウェーデンで行われたある研究では、男女共に牛乳の摂取が骨折率と死亡率を高めており、特に女性では1日3杯以上では1杯未満より約2倍の死亡率であった。
2018年のメタアナリシスでは、乳製品の消費は股関節の骨折と関連しないが、チーズやヨーグルトではそのリスク低下に関連していた。

### アレルギー
カゼインなど牛乳たんぱく質へのアレルギーである。2008年に厚生労働科学研究班が全年齢の食物アレルギー発症患者を調査した結果、原因食物として牛乳は20.9%を占め、鶏卵の38.7%に次いで高い割合となっている。
アレルギーやアトピー性疾患の発症に関わるのは、母乳の保護効果なのか、牛乳たんぱく質の回避によるのか、どちらなのかと提起されてきた。アトピー性皮膚炎のリスク排除の第一手段として乳児の完全母乳が推奨されており、実施しない場合には、システマティック・レビューによる18の研究はすべて、100%乳清タンパク質の分解乳を用いたほうが、牛乳たんぱく質を原料とする調整粉よりも、アトピー性皮膚炎とアトピー性疾患の発症リスクを低下させていた。あるいは、母乳哺育を行う生後4か月までの乳児の母親が、牛乳の摂取を制限することで、その子のアトピー性皮膚炎の発症率を下げる。母乳中に主な食物アレルゲンであるα1カゼインが移行することは確認されている。
システマティック・レビューにより、牛乳の摂取がニキビの有病率と重症度を増加させることを裏付ける確かな証拠があることが報告された。
日本の法令では、牛乳を原材料として使用した加工食品にはその旨を表示することが義務付けられている。

### 乳糖不耐症

旧世界（アメリカ以外）の先住民族における、牛乳の乳糖を消化できる遺伝子型を持つ乳糖持続表現型の成人の割合。現在のイギリスに特に多く分布している。

乳糖不耐症は、牛乳に含まれる乳糖（ラクトース）の分解酵素であるラクターゼを持たないことである。ガス、下痢、腹部の膨張感といった問題が生じる。これはアジア系で90%、黒人とアメリカ先住民で70%、ヒスパニック系の50%が該当し、北欧系では約15%でしかない。先天的にラクターゼが欠損している例はほとんどなく、乳児期を過ぎて、または成人になり分解酵素の活性が低下するものである。後者の場合には、牛乳を常飲することで活性が再び上昇する可能性がある。活性が続いている場合にラクターゼ活性持続症であり乳製品を利用してきた民族に多い。ヨーグルトやチーズでは微生物によって乳糖が一部分解されているので、この問題は起きにくい。胃腸症状だけでは乳糖不耐症だとは確定できず、胃腸症状や皮膚症状は牛乳アレルギーの主な症状である。

### 放射線障害
主に牛が食べた飼料（牧草など）に含まれる放射性物質が牛の体内で生体濃縮されるため、牛乳などの摂取による内部被曝の危険性がある。チェルノブイリ原子力発電所事故ではウクライナの子供に多くの甲状腺癌患者が現れ問題になったが、（海藻などの摂取量が少ないため）ヨウ素摂取量が元より少ないところへ、高濃度の放射性ヨウ素に汚染された牛乳を飲み続けていたことも一因とみられている。

### 健康についての研究段階の懸念
様々な観点から牛乳の安全性の問題が提示されている。
アメリカ小児科医アカデミーは、牛乳を1歳未満の子供に与えないように推奨しており、理由はビタミンE、鉄分、必須脂肪酸が不十分で、牛乳中の多いたんぱく質、脂肪、ナトリウム、カリウムを乳児が処理しきれないということである。
アメリカ小児科学会は、牛乳たんぱく質が膵臓β細胞の破壊の過程に重要な原因であるとし、糖尿病につながるおそれがあるということで、ハイリスクな乳児は生後1年まで摂取しないことを推奨する声明を行っている。
またそれ以上の年齢においても、ハーバード大学の公衆衛生大学院の教授のウォルター・ウィレットらによれば、アメリカ合衆国農務省のフードピラミッドで1日に2-3杯の牛乳を推奨しているという問題があり、カルシウム摂取の目的とする乳製品が骨折のリスクを下げるというデータがないものの、後述するように他のリスクがあり、これではとりすぎだという。成人なら牛乳は1日1杯でよく、余分なカロリーや脂肪分を摂取することなくサプリメントによって低価格で摂取することもできる。牛乳が、カルシウムの適切な摂取源であるかには議論の余地がある。
現代の牛乳は、20世紀初頭に牧場の牛から搾乳されたのとは全く異なり、血中エストロゲンの量が上昇する妊娠期の後期に搾乳されており牛乳中にも増加するため、回帰分析により卵巣がんや子宮体がんにつながる可能性があると主張している研究者がいる。2004年発表の財団法人・日本食品分析センターの調査報告によると、牛乳には平均で0.012ng/gのエストロゲン、17ng/gのプロゲステロンが含まれていた。
主として先進国で酪農の産業化のために70年ほど前から始まった妊娠牛からの搾乳により、現在市販されている牛乳の乳漿中の女性ホルモンエストロゲン、プロゲステロン濃度は、妊娠していない牛から搾乳された牛乳に比べてエストロゲンで約2倍、プロゲステロンで6-8倍である。これらの過剰な女性ホルモンはヒトの免疫機能を低下させるため、感染症への抵抗力を落とす。また月経障害、生殖機能低下を招き、各種アレルギー反応を助長する。
含まれる乳糖（ラクトース）の摂取量が日に牛乳3杯分である場合に、低い摂取量の場合と比較して卵巣がんのリスクがやや高い。乳糖の消化によって生成されるガラクトースが多い場合に、卵巣にダメージを与え、卵巣がんにつながる可能性が考えられる。それはガラクトースの直接的な毒性と、ゴナドトロピンの濃度を上昇させることによると考えられている。
牛乳を飲みすぎることで骨を脆くし、骨折を招くという週刊誌に掲載された説に対して、2001年に、農林水産省の佐藤と、同・生産局畜産部牛乳乳製品課長の五十嵐は、骨折の発生には要因が様々にあり牛乳の摂取量の相関を比較することは不正確で誤解を招くとした。
1997年には、牛乳やその他のカルシウム源が骨折率を低下させなかったという研究、2000年には動物性タンパク質の消費が多い国で骨折率が高く、植物性たんぱく質の消費が多い国で骨折率が低いといった研究結果が得られている。世界保健機関による類似する現象への言及についてはカルシウム・パラドックスを参照。
マグネシウムはカルシウムに次いで骨に多く含まれるミネラルである。牛乳のマグネシウムの比率は少ないと言える。一方で、骨形成に必要な成分としては、他にリン、ビタミンDなどのバランスの取れた摂取が求められる。
2002年の農水省の消費者相談ページでは、殺菌温度の違いによる栄養価の違いはないと返答している。過酸化水素が発生し（または残留し）、危険であるという説があるが、国立医薬品食品衛生研究所の加工食品中の過酸化水素含有量の調査データでは牛乳1グラムあたり最大0.1マイクログラム、コーヒー牛乳で0.59-2.96同、フルーツ牛乳で0.08-0.43同の結果が得られている。ビタミンB1、B2、葉酸、ビタミンEやビタミンB12は生乳と比較して熱処理後には減少し、ビタミンAは増加する。B2以外はもともと含有量が少ないため影響が弱いが、B2においては牛乳は主な摂取源であるため熱処理の影響を考慮する必要がある。多価不飽和脂肪酸の豊富な牛乳にて、高温短時間のUHTでは共役リノール酸が増加し、殺菌用のマイクロ波によってcis-9,trans-11共役リノール酸をtrans-9,trans-11へとシグマトロピー転位された。そうした加熱法では変化がなかったが、マイクロ波では共役リノール酸を減少させトランス脂肪酸を増加させたという研究結果がある。
2016年の研究は、超高温瞬間殺菌(UHT)、高温短時間殺菌(HTST)、ホモジナイズによって牛乳の構造や試験管内の消化に変化が観察された。たんぱく質はUHTよりもHTSTで消化が遅かった。
それよりも牛乳中の溶存酸素の量が酸化や風味に影響するといわれる。
ホモジナイズ（均質化）された牛乳の悪影響は、カート・A・オスターが心臓病の原因として提唱し、1960年代から1980年代にかけて研究され後に否定された説であるが、それが否定されたとしても均質化され脂肪球の表面積が大きくなった近代の牛乳はアレルギーを増やしているのではとも考えられる。ホモジナイズにより乳清たんぱく質の構造は変化し、それは破壊的である可能性がある。ホモジナイズの高圧処理は酸化を促す。熱処理は脂質に影響を与えず、ホモジナイズではC8からC14の飽和脂肪酸（C8 カプリル酸、C10 カプリン酸、C12 ラウリン酸、C14 ミリスチン酸の4種）が増加した。融点で言えば、融点が高い飽和脂肪酸が増加している。
その他懸念
牛乳はカルシウムが豊富な食品として知られる。脂肪分は飽和脂肪酸の比率が高く、健康上の懸念のため低脂肪牛乳などが製造されている。一方、牛乳がカルシウムを摂取するために適切な食品であるかに疑問を投げかける栄養学者もいる。
牛乳の脂肪分は、動物性脂肪であるため飽和脂肪酸の比率が高く（肉類より多い）、健康上の懸念のため脂肪分を薄めた低脂肪牛乳が製造されている。現代の畜産方法では牧草を食べる放牧牛は少ないが、必須脂肪酸は牧草を飼料として与えられている乳牛の乳ではα-リノレン酸とリノール酸との比率が高くなり、α-リノレン酸をほとんど含まない穀物の飼料を多く与えられている乳牛の乳はα-リノレン酸とリノール酸との比率が低くなる。牧草等の葉には微量ではあるもののリノール酸に比べてα-リノレン酸が比較的多く存在しているためである。
たんぱく質はカゼインが豊富で、特に子供にとって鶏卵に次ぐ主要な食物アレルギーの原因となることがある。牛乳の炭水化物として乳糖が豊富であり、離乳期を過ぎたヒトでは多かれ少なかれ乳糖不耐症として消化不良となる。そして他の動物性食品と同じく食物繊維は含まれない。
ビタミンB2が豊富である。牛乳には他の動物性食品と同様にビタミンB12が含まれ、菜食主義者で牛乳を許容する場合には貴重な摂取源となる。牛乳にビタミンCがほとんど含まれていないのは、牛はビタミンCを合成できるので摂取する必要がないためである。逆に、ヒトの母乳にビタミンCが含まれているのは、ヒトはビタミンCを合成できないので摂取する必要があるためである。

### 俗説、その他
- 牛の命を奪わずに採取できる事から、菜食主義者の一部流派は動物性栄養の摂取のため牛乳や屠殺せず製造出来る乳製品の飲食を認めている。
- 「牛乳はよく噛（か）んで飲んだ方が消化にいい」と言われることがある。そもそも乳糖を分解する酵素は腸液に存在し、唾液には含まれないため、噛む事で直接的に吸収率が高まるわけではない。
- IGF-1（成長因子）は生乳には含まれているが高温処理でなくなる[82]。
- 酒を飲む前に牛乳を飲むと悪酔いしないと俗にいわれる。これについて牛乳が胃に膜を作るからだと説明されることが多いが、事実と異なる。牛乳には脂肪とタンパク質が含まれているが、前者が胃の蠕動を抑え、後者がアルコールの代謝を助けている。
- 人間の赤ん坊も、母親から乳を飲むため、牛乳もまた子供っぽい飲み物であるという認識を持つ者がいる。例えば第二次世界大戦末期、ヒトラーユーゲントの少年兵が多数配されたナチス・ドイツ第12SS装甲師団は、連合国から「ミルク師団」の渾名で呼ばれた。
- 妊娠中に牛乳を多く飲むと子供の身長が高くなるという研究結果がある。
- 平成29年1月4日のNHK番組「ガッテン」において、牛乳を飲むと、牛乳に含まれる「カゼイン」が胃腸で分解されてアラニンに変わり、このアラニンが、腎臓から尿酸を排出するのを助けて、人体の尿酸値が下がる効果があると放送された。

### 乳牛の健康
乳牛の強制妊娠や出産した子牛の引き離し、断角・除角が苦痛をもたらすこと、高泌乳量牛への品種改良など、動物の権利から反対がなされている。

## 牛乳に係わる不祥事、事件
- 1972年（昭和47年） - 明治乳業が牛乳に魚油やヤシ油を混入していたことが発覚[84]。
- 2000年（平成12年） - 雪印集団食中毒事件が発生。
- 2008年（平成20年） - 中華人民共和国内でメラミンを混入した牛乳が流通。日本でも牛乳を原材料とした輸入食品からメラミンが検出された[85]。